# Центральне конструкторсько-дослідницьке бюро спортивної та мисливської зброї
Центральне конструкторсько-дослідницьке бюро спортивної та мисливської зброї (ЦКДБ СМЗ) (рос. Центральное конструкторско-исследовательское бюро спортивного и охотничьего оружия (ЦКИБ СОО)) — один з найстаріших науково-дослідних інститутів і конструкторських бюро, що займаються розвитком стрілецької зброї Росії, розташоване у місті Тула. Зараз є філією Тульського Конструкторського бюро приладобудування.
Основний напрямок роботи — вивчення перспективних напрямів розвитку стрілецько-гарматного озброєння — автоматичних гармат, кулеметів, автоматів, снайперських гвинтівок, пістолетів, гранатометів, верстатів, установок і боєприпасів до них. Зразки озброєння, розроблені в ЦКДБ СМЗ, до прийняття на озброєння носили індекс ТКБ'.
Інший, не менш відомий, вид діяльності ЦКДБ СМЗ — розробка і одиничне виготовлення спортивної зброї для всіх видів спорту, з ним пов'язаного, і мисливської зброї високих можливостей під маркою МЦ — модель ЦКДБ СМЗ.

## Конструктори ЦКДБ СМЗ
У різні роки в ЦКДБ СМЗ працювали наступні конструктори:
- Афанасьєв Микола Михайлович
- Волков Володимир Іванович
- Коробов Герман Олександрович
- Макаров Микола Федорович
- Нікітін Григорій Іванович
- Стєчкін Ігор Якович
- Телеш Валерій Миколайович
- Сілін В'ячеслав Іванович

## Зразки озброєння
- А-12, 7 — авіаційний кулемет.
- АМ-23 — авіаційна гармата.
- НСВ-12,7 — великокаліберний кулемет.
- Автоматичний пістолет Стєчкіна.
- ГП-25 «Вогнище» — підствольний гранатомет.
- ТКБ-408, ТКБ-517, ТКБ-022 — автомати Коробова.
- СВУ, ОЦ-03 — снайперська гвинтівка компонування буллпап, створена на основі СВД.
- ОЦ-14 «Гроза» — стрілецько-гранатометний комплекс.
- ОЦ-38 — безшумний револьвер.
- РМБ-93 — магазинна рушниця.
- ОСО-96 — важка самозарядна великокаліберна снайперська гвинтівка.
- Гранатомет-лопата «Варіант» — комбінована зброя, дослідний зразок.
- МЦ 21-12 —радянська самозарядна рушниця.